# Quinkana
Genre
Quinkana est un genre fossile de la famille des Crocodilidés (sous-famille des Mekosuchinés), des crocodiliens ayant vécu en Australie d'il y a 24 millions d'années jusqu'à il y a 40 000 ans. Durant le Pléistocène, Quinkana faisait partie des superprédateurs d'Australie, doté de longues pattes et de dents de type ziphodonte (comprimées de manière latéromédiale, recourbées et dentelées). Le terme Quinkana vient de « Quinkans », un personnage issu de mythes aborigènes.

## Description
Les espèces plus anciennes (Q. meboldi et Q. timara) étaient plus petites (environ 3 m) que les espèces du même genre qui leur ont succédé. La longueur de l'espèce Quinkana fortirostrum a été estimée à 6 m faisant ainsi de cette espèce l'un des plus importants prédateurs d'Australie.
Quinkana est un genre appartenant à la sous-famille Mekosuchinae. Les autres genres inclus dans cette famille sont : Australosuchus, Baru, Kambara, Mekosuchus, Pallimnarchus et Trilophosuchus.

## Liste des espèces
Selon GBIF (21 mars 2024) :
- † Quinkana babarra Willis & Mackness, 1996 - à partir du début du Pliocène au Queensland[3]
- † Quinkana fortirostrum Molnar, 1982 - espèce type - à partir du Pliocène et du Pléistocène au Queensland[4]
- † Quinkana meboldi Willis, 1997 - à partir de la fin de l'Oligocène dans le Queensland
- † Quinkana timara Megirian, 1994 - à partir du milieu du Miocène dans le Territoire du Nord

## Classification
Le nom valide complet (avec auteur) de ce taxon est Quinkana Molnar (d), 1981.